# Gran Premi d'Austràlia del 1991
Resultats del Gran Premi d'Austràlia de Fórmula 1 de la temporada 1991 disputat a Adelaida el 3 de novembre del 1991.

## Resum
La cursa es va haver d'aturar definitivament després que a la volta 15 hi va haver un accident múltiple, que va ser provocat per culpa d'una pluja torrencial que impedia la normal celebració del Gran Premi.
A conseqüència d'això, es va computar els resultats de la volta 14 i, per tant, els punts pel campionat del món de pilots i de constructors són només la meitat dels que haurien estat en situació normal.

## Resultats
| Pos | No | Pilot              | Equip                | Voltes | Temps/ Retirada  | Pos. de sortida | Punts |
| --- | -- | ------------------ | -------------------- | ------ | ---------------- | --------------- | ----- |
| 1   | 1  | Ayrton Senna       | McLaren - Honda      | 14     | 24m 34.899       | 1               | 5     |
| 2   | 5  | Nigel Mansell      | Williams - Renault   | 14     | + 1.259 s        | 3               | 3     |
| 3   | 2  | Gerhard Berger     | McLaren - Honda      | 14     | + 5.12 s         | 2               | 2     |
| 4   | 20 | Nelson Piquet      | Benetton - Ford      | 14     | + 30.103 s       | 5               | 1.5   |
| 5   | 6  | Riccardo Patrese   | Williams - Renault   | 14     | + 50.537 s       | 4               | 1     |
| 6   | 27 | Gianni Morbidelli  | Ferrari              | 14     | + 51.069 s       | 8               | 0.5   |
| 7   | 21 | Emanuele Pirro     | Dallara - Judd       | 14     | + 52.361 s       | 13              |       |
| 8   | 33 | Andrea de Cesaris  | Jordan - Ford        | 14     | + 1' 00.431 min. | 12              |       |
| 9   | 32 | Alessandro Zanardi | Jordan - Ford        | 14     | + 1' 15.567 min. | 16              |       |
| 10  | 4  | Stefano Modena     | Tyrrell - Honda      | 14     | + 1' 20.370 min. | 9               |       |
| 11  | 12 | Johnny Herbert     | Lotus - Judd         | 14     | + 1' 22.0 min.   | 21              |       |
| 12  | 22 | Jyrki Järvilehto   | Dallara - Judd       | 14     | + 1' 38.519 min. | 11              |       |
| 13  | 9  | Michele Alboreto   | Footwork - Porsche   | 14     | + 1' 39.303 min. | 15              |       |
| 14  | 15 | Mauricio Gugelmin  | Leyton House - Ilmor | 13     | + 1 Volta        | 14              |       |
| 15  | 10 | Alex Caffi         | Footwork - Porsche   | 13     | + 1 Volta        | 23              |       |
| 16  | 24 | Roberto Moreno     | Minardi - Ferrari    | 13     | + 1 Volta        | 18              |       |
| 17  | 8  | Mark Blundell      | Brabham - Yamaha     | 13     | + 1 Volta        | 17              |       |
| 18  | 26 | Érik Comas         | Ligier - Lamborghini | 13     | + 1 Volta        | 22              |       |
| 19  | 11 | Mika Häkkinen      | Lotus - Judd         | 12     | + 2 Voltes       | 25              |       |
| 20  | 16 | Karl Wendlinger    | Leyton House - Ilmor | 12     | + 2 Voltes       | 26              |       |
| Ret | 23 | Pierluigi Martini  | Minardi - Ferrari    | 8      | Accident         | 10              |       |
| Ret | 19 | Michael Schumacher | Benetton - Ford      | 5      | Accident         | 6               |       |
| Ret | 28 | Jean Alesi         | Ferrari              | 5      | Accident         | 7               |       |
| Ret | 34 | Nicola Larini      | Lambo - Lamborghini  | 5      | Accident         | 19              |       |
| Ret | 25 | Thierry Boutsen    | Ligier - Lamborghini | 5      | Accident         | 20              |       |
| Ret | 3  | Satoru Nakajima    | Tyrrell - Honda      | 4      | Accident         | 24              |       |
| NVQ | 30 | Aguri Suzuki       | Larrousse - Ford     |        |                  |                 |       |
| NVQ | 7  | Martin Brundle     | Brabham - Yamaha     |        |                  |                 |       |
| NVQ | 35 | Eric van de Poele  | Lambo - Lamborghini  |        |                  |                 |       |
| NVQ | 32 | Bertrand Gachot    | Larrousse - Ford     |        |                  |                 |       |
| NVQ | 14 | Gabriele Tarquini  | Fondmetal - Ford     |        |                  |                 |       |
| NVQ | 31 | Naoki Hattori      | Coloni - Ford        |        |                  |                 |       |

## Altres
- Pole:  Ayrton Senna 1' 14. 041
- Volta ràpida:  Gerhard Berger 1' 41. 141 (a la volta 14)